# A las cinco en punto
A las cinco en punto es un documental uruguayo de 2004, dirigido por José Pedro Charlo, sobre los quince días de huelga general tras el golpe de Estado en Uruguay del 27 de junio de 1973, el que diera comienzo a la dictadura cívico-militar en el país.
El título del documental hace referencia a la hora a la que fue convocada la más significativa de las manifestaciones relámpago en apoyo a la huelga —convocada por la Convención Nacional de Trabajadores (hoy, PIT-CNT) en repudio al golpe— que estaban llevando a cabo obreros y estudiantes; en esta manifestación, realizada el 9 de julio de 1973 sobre la avenida 18 de Julio, resultaron detenidos los generales Líber Seregni y Víctor Licandro, el coronel Carlos Zufriategui y el dirigente nacionalista Walter Santoro.
Coproducido por TV Ciudad y TV Universidad Autónoma de México, el documental revive aquella manifestación a través del relato de sus protagonistas y de quienes la registraron en imágenes. Contó con el apoyo de la Universidad de la República, la Intendencia Departamental de Montevideo, la Fundación Vivian Trías, la Federación Uruguaya de Cooperativas de Vivienda por Ayuda Mutua, la Asociación de Bancarios del Uruguay y el Sindicato Médico del Uruguay.